# Eleonora Evi
Eleonora Evi (nascida em 20 de novembro de 1983 em Milão) é uma política italiana. Ela foi eleita membro do Parlamento Europeu em 2014 e reconfirmada em 2019. Ela juntou-se ao grupo dos Verdes / EFA em dezembro de 2020, juntamente com os seus colegas Rosa D'Amato, Ignazio Corrao e Piernicola Pedicini.